# Mission survie
Mission survie est la quinzième histoire en neuf pages de la série de bande dessinée belge Les Casseurs créée par le dessinateur Christian Denayer et le scénariste André-Paul Duchâteau, publiée au no 16 du 23 mars 1982 dans Super Tintin par les éditions du Lombard.

## Descriptions

### Personnages
- Al Russel
- Brock
- Le patron

## Publication

### Périodique
- Super Tintin : no 16 du 23 mars 1982[1]